# Neuvy-au-Houlme
Pour les articles homonymes, voir Neuvy.
Neuvy-au-Houlme est une commune française, située dans le département de l'Orne en région Normandie, peuplée de 198 habitants.

## Géographie
Neuvy-au-Houlme est en limite nord du pays d'Houlme, à la limite nord de l'Orne.
C'est un plateau agricole dominé par les céréales et les chevaux. La Bilaine, sous-affluent de l'Orne, coule au nord de la commune, entourée de prairies et de cultures.
| Cordey (Calvados)  | La Hoguette (Calvados) | La Hoguette (Calvados) |
| Bazoches-au-Houlme | Neuvy-au-Houlme        | Rônai                  |
| Champcerie         | Habloville             | Habloville             |

### Hydrographie
La commune est située dans le bassin Seine-Normandie. Elle est drainée par la Baize, la Bilaine, le cours d'eau 02 de Saint-Aubin, le fossé 01 du Riez, le ruisseau de la Fontaine Andre et un autre petit cours d'eau,.
La Baize, d'une longueur de 26 km, prend sa source dans la commune de Habloville et se jette  dans l'Orne en rive droite en limite de Isles-Bardel et de Rapilly, après avoir traversé douze communes. 

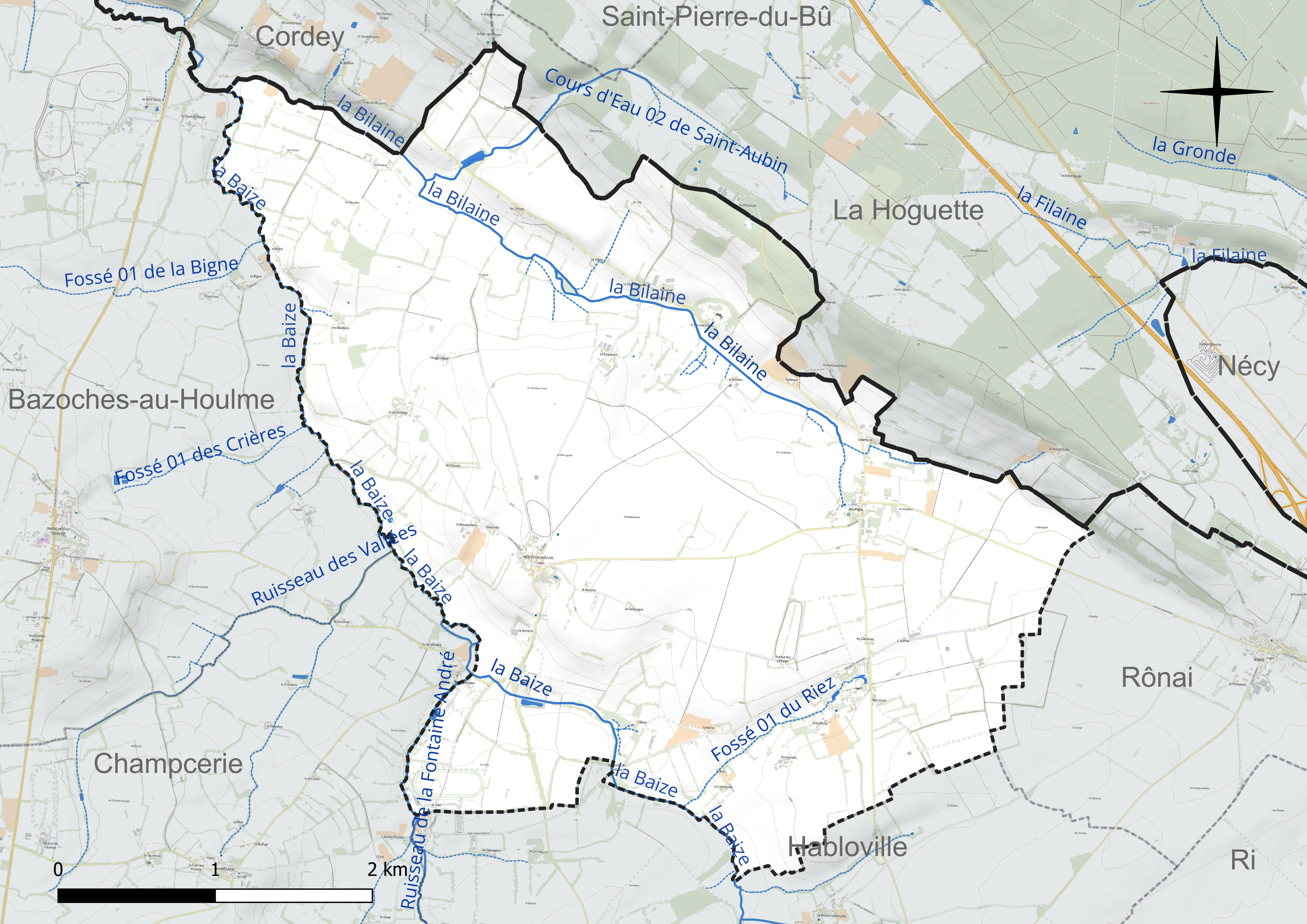
Réseau hydrographique de Neuvy-au-Houlme.

### Climat
Pour des articles plus généraux, voir Climat de la Normandie et Climat de l'Orne.
En 2010, le climat de la commune est de type climat océanique altéré, selon une étude du CNRS s'appuyant sur une série de données couvrant la période 1971-2000. En 2020, Météo-France publie une typologie des climats de la France métropolitaine dans laquelle la commune est exposée à un climat océanique et est dans la région climatique Normandie (Cotentin, Orne), caractérisée par une pluviométrie relativement élevée (850 mm/a) et un été frais (15,5 °C) et venté. Parallèlement le GIEC normand, un groupe régional d’experts sur le climat, différencie quant à lui, dans une étude de 2020, trois grands types de climats pour la région Normandie, nuancés à une échelle plus fine par les facteurs géographiques locaux. La commune est, selon ce zonage, exposée à un « climat des plateaux abrités », se caractérisant par une pluviométrie et des contraintes thermiques modérées mais aussi, par effet de continentalité, des températures plus contrastées qu'au nord dans la plaine de Caen, avec communément 10 à 15 jours par an de plus de froid en hiver et de chaleur en été.
Pour la période 1971-2000, la température annuelle moyenne est de 10,1 °C, avec une amplitude thermique annuelle de 13,4 °C. Le cumul annuel moyen de précipitations est de 798 mm, avec 12,4 jours de précipitations en janvier et 7,6 jours en juillet. Pour la période 1991-2020, la température moyenne annuelle observée sur la station météorologique la plus proche, située sur la commune de Damblainville à 13 km à vol d'oiseau, est de 11,6 °C et le cumul annuel moyen de précipitations est de 716,8 mm,. Pour l'avenir, les paramètres climatiques de la commune estimés pour 2050 selon différents scénarios d’émission de gaz à effet de serre sont consultables sur un site dédié publié par Météo-France en novembre 2022.

## Urbanisme

### Typologie
Au 1er janvier 2024, Neuvy-au-Houlme est catégorisée commune rurale à habitat très dispersé, selon la nouvelle grille communale de densité à sept niveaux définie par l'Insee en 2022.
Elle est située hors unité urbaine et hors attraction des villes,.

### Occupation des sols
L'occupation des sols de la commune, telle qu'elle ressort de la base de données européenne d’occupation biophysique des sols Corine Land Cover (CLC), est marquée par l'importance des territoires agricoles (94,6 % en 2018), une proportion identique à celle de 1990 (94,6 %). La répartition détaillée en 2018 est la suivante : 
prairies (51,9 %), terres arables (40,9 %), espaces verts artificialisés, non agricoles (3,5 %), forêts (1,9 %), zones agricoles hétérogènes (1,8 %). L'évolution de l’occupation des sols de la commune et de ses infrastructures peut être observée sur les différentes représentations cartographiques du territoire : la carte de Cassini (XVIIIe siècle), la carte d'état-major (1820-1866) et les cartes ou photos aériennes de l'IGN pour la période actuelle (1950 à aujourd'hui).

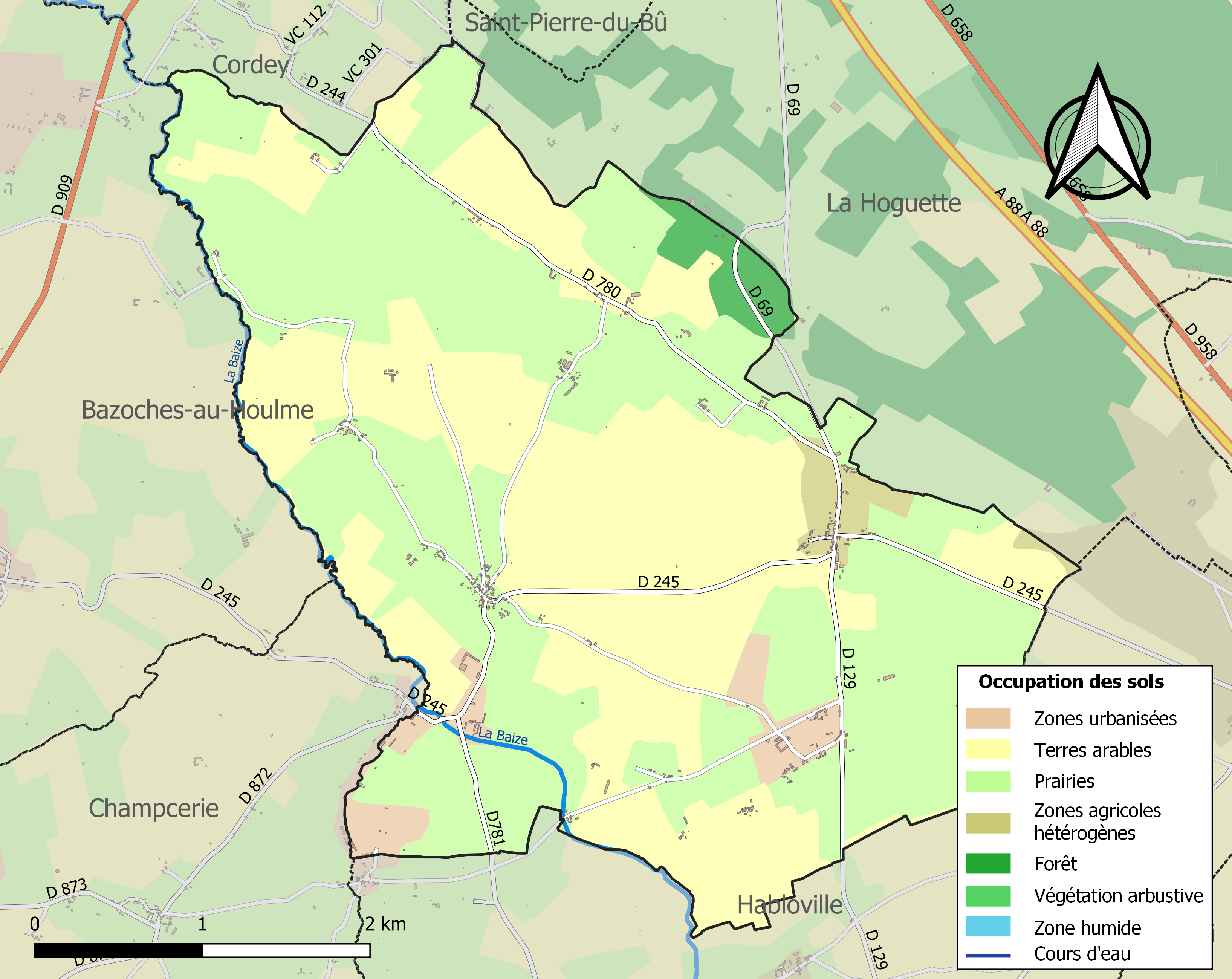
Carte des infrastructures et de l'occupation des sols de la commune en 2018 (CLC).

## Toponymie
Le nom de la localité est attesté sous les formes Neuville en 1793, Neuvy en 1801.
L'étymologie du nom Neuvy-au-Houlme n’est pas définie de façon certaine. Une première hypothèse serait « Novacius », « noviacum », « novio », de « Novius », nom d’origine gallo-romaine ; la seconde : « Novus Vicus » (bourg neuf ) aurait donné « Neufvy » puis « Neuvy »[réf. nécessaire]. Quant à Houlme, c’est pour le distinguer des autres Neuvy.

## Histoire
- Première communauté sédentaires d'où le dolmen des Bignes entre 3000 et 2500 av. J.-C.
- 716 : première mention de la Centenie de Neuvi = centena noviacencis (dans une donation à l'abbaye de Saint-Wandrille de Fontenelle) qui était  une des subdivisions du comté d'Hiémois.

Pendant la guerre de Cent Ans, la vicomté de Falaise a utilisé Neuvy comme point de défense. La forteresse, dite maison forte de Neuvy, se trouvait à proximité de l’église. De nombreux seigneurs féodaux ont laissé leurs traces dans le village : les Foullon à la Rivière, les Langlois à Langlaicherie ou encore les Fortin au Hameau Fleury et les Buffart à Fresnay à la fin du XIe siècle. Un ancien manoir, la Coquerie, a été aménagé en ferme. Lorsque la Révolution de 1789 a éclaté, la famille Legoux, appartenant à la bourgeoisie rurale, a rejoint les notables du nouveau conseil général de la commune. Cette famille est fondatrice du haras du Gazon et sa chapelle sépulcrale dédiée à saint Clair se trouve près de l’église.
En 1839, Neuvy-au-Houlme (538 habitants en 1836) absorbe la commune de Fresnay-le-Buffard (236 habitants).
En août 1944, lors de la bataille de la poche de Falaise, le haras du Gazon abrite un hôpital de campagne allemand.

## Politique et administration
| Période                                  | Période   | Identité          | Étiquette | Qualité      |
| ---------------------------------------- | --------- | ----------------- | --------- | ------------ |
| 1985                                     | mars 2014 | Yves Mouty        | SE        | Agriculteur  |
| mars 2014                                | En cours  | Isabelle Moiteaux | SE        | Agricultrice |
| Les données manquantes sont à compléter. |           |                   |           |              |

## Démographie
L'évolution du nombre d'habitants est connue à travers les recensements de la population effectués dans la commune depuis 1793. Pour les communes de moins de 10 000 habitants, une enquête de recensement portant sur toute la population est réalisée tous les cinq ans, les populations de référence des années intermédiaires étant quant à elles estimées par interpolation ou extrapolation. Pour la commune, le premier recensement exhaustif entrant dans le cadre du nouveau dispositif a été réalisé en 2007.
En 2022, la commune comptait 198 habitants, en évolution de −6,6 % par rapport à 2016 (Orne : −3,21 %, France hors Mayotte : +2,11 %).
| 1793 | 1800 | 1806 | 1821 | 1836 | 1841 | 1846 | 1851 | 1856 |
| ---- | ---- | ---- | ---- | ---- | ---- | ---- | ---- | ---- |
| 526  | 437  | 488  | 505  | 538  | 728  | 709  | 709  | 637  |

| 1861 | 1866 | 1872 | 1876 | 1881 | 1886 | 1891 | 1896 | 1901 |
| ---- | ---- | ---- | ---- | ---- | ---- | ---- | ---- | ---- |
| 613  | 607  | 579  | 565  | 502  | 455  | 445  | 435  | 442  |

| 1906 | 1911 | 1921 | 1926 | 1931 | 1936 | 1946 | 1954 | 1962 |
| ---- | ---- | ---- | ---- | ---- | ---- | ---- | ---- | ---- |
| 451  | 414  | 351  | 437  | 372  | 337  | 367  | 348  | 336  |

| 1968 | 1975 | 1982 | 1990 | 1999 | 2006 | 2007 | 2012 | 2017 |
| ---- | ---- | ---- | ---- | ---- | ---- | ---- | ---- | ---- |
| 304  | 255  | 222  | 218  | 218  | 231  | 233  | 225  | 208  |

| 2022 | - | - | - | - | - | - | - | - |
| ---- | - | - | - | - | - | - | - | - |
| 198  | - | - | - | - | - | - | - | - |

## Lieux et monuments
Le dolmen La Pierre-aux-Bignes fait l’objet d’un classement au titre des monuments historiques depuis le 4 novembre 1931.
- Église Saints-Gervais-et-Protais.
- Chapelle sépulcrale Saint-Clair.
- Chapelle Notre-Dame-des-Champs.
- Haras de Fresnay-le-Buffard.
- L'ancienne Anglecherie, une petite ferme abandonnée dont l'entrée est interdite pour raison de sécurité, qui appartenaient à la famille Thomas, d'origine de Tortisambert pour rejoindre plus tard la Coquerie actuelle.

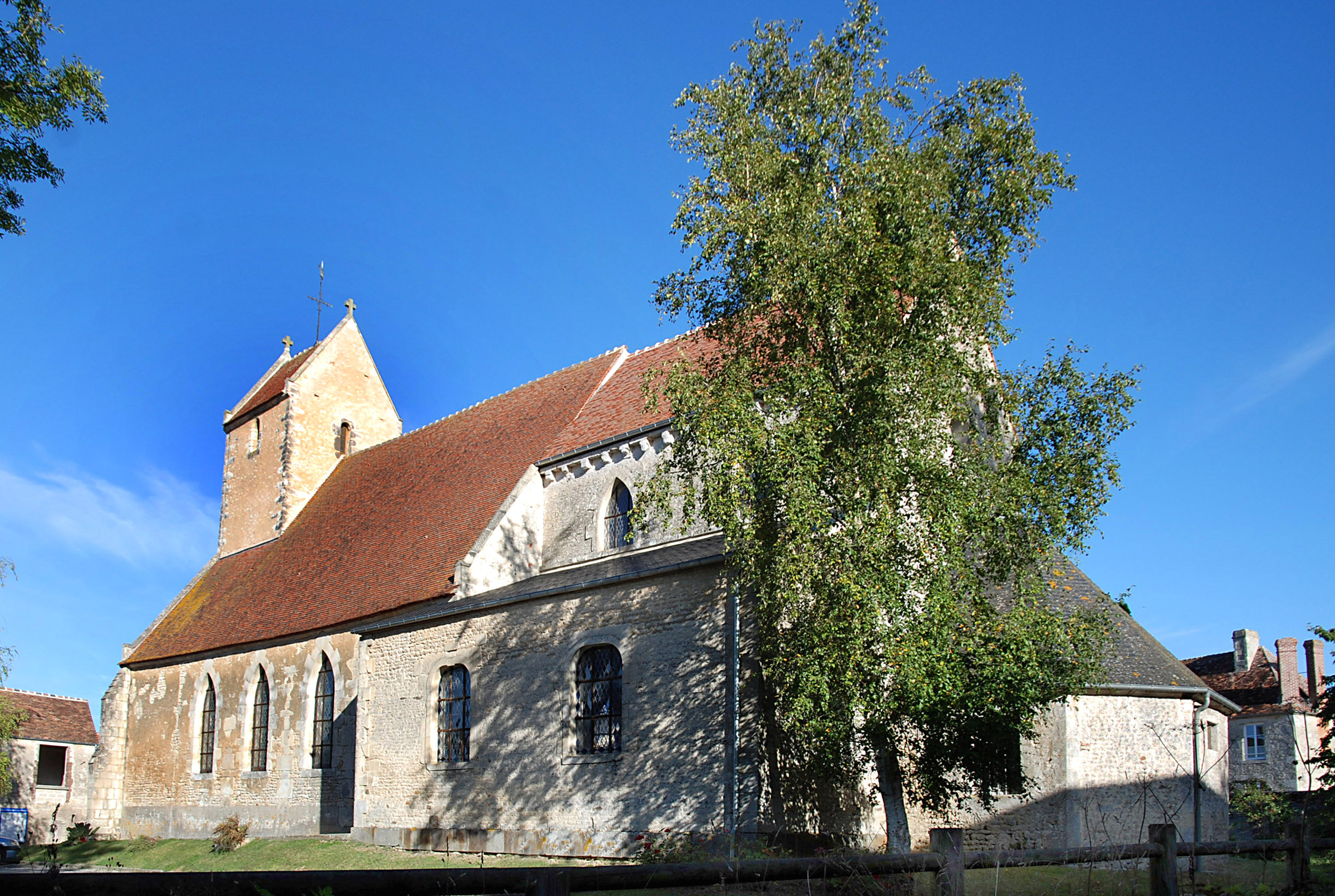
L'église Saint-Gervais-et-Saint-Protais.
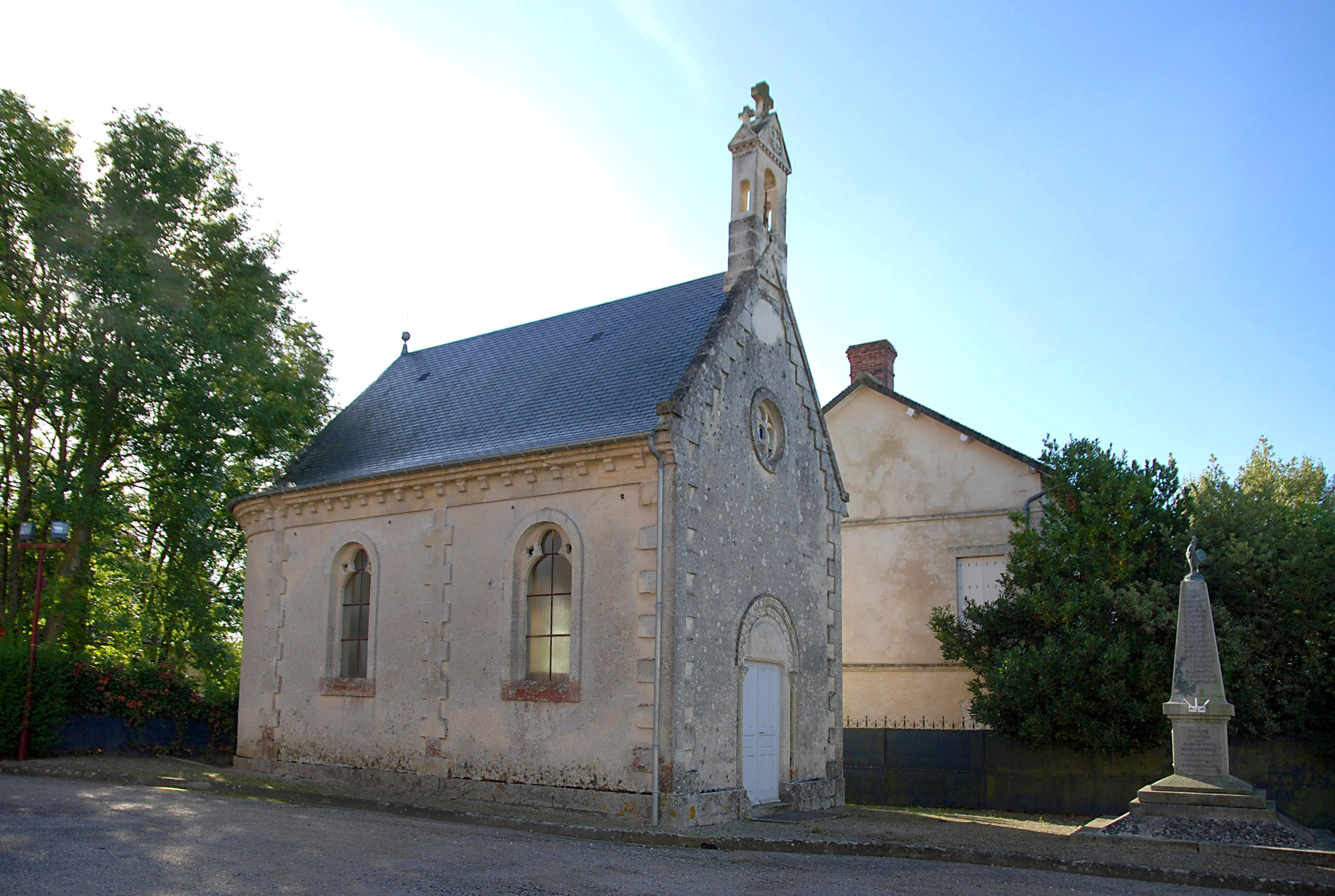
La chapelle Saint-Clair.
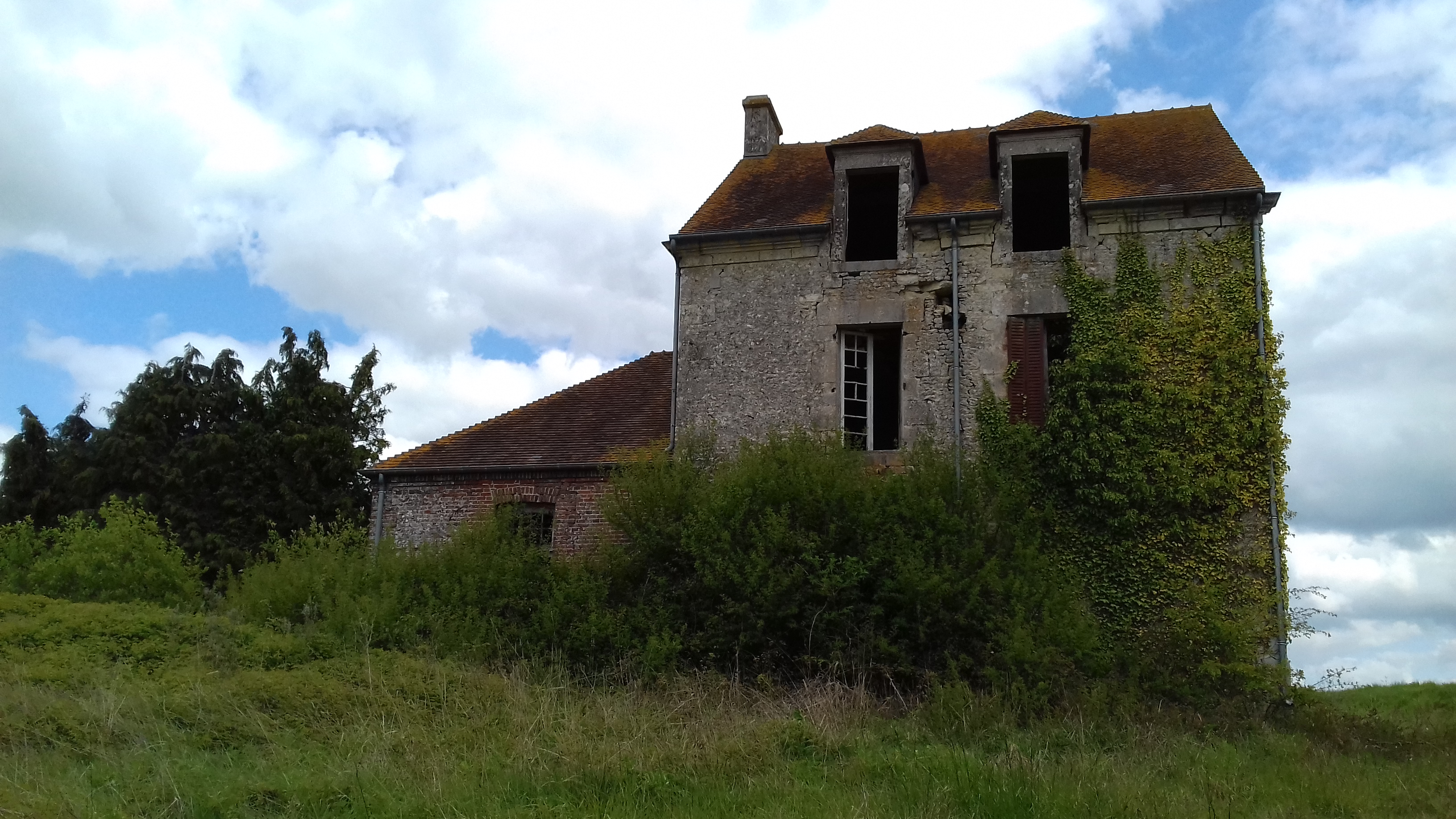
L'ancienne Anglecherie sur le côté de l'est.
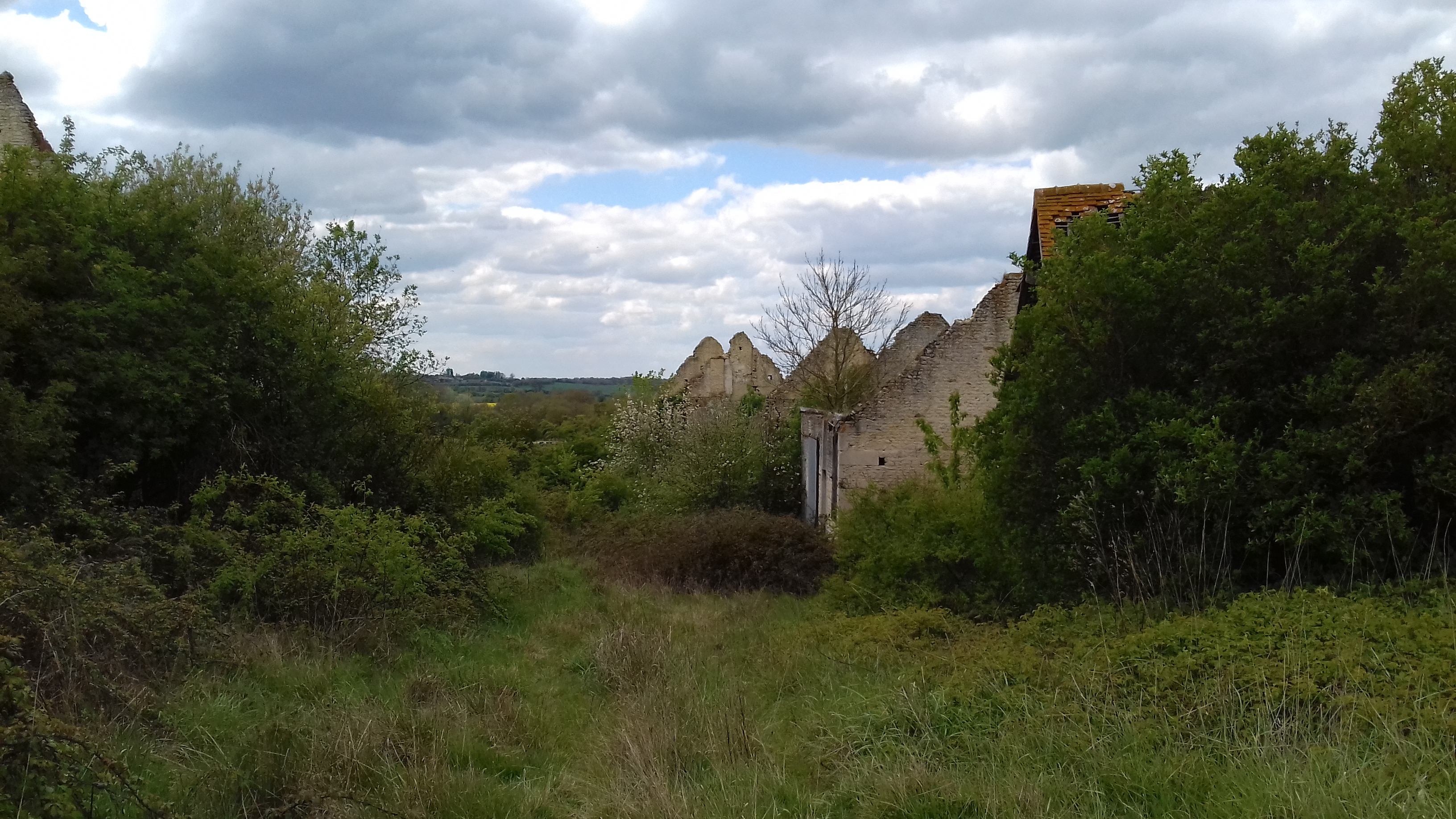
Vue ouest.
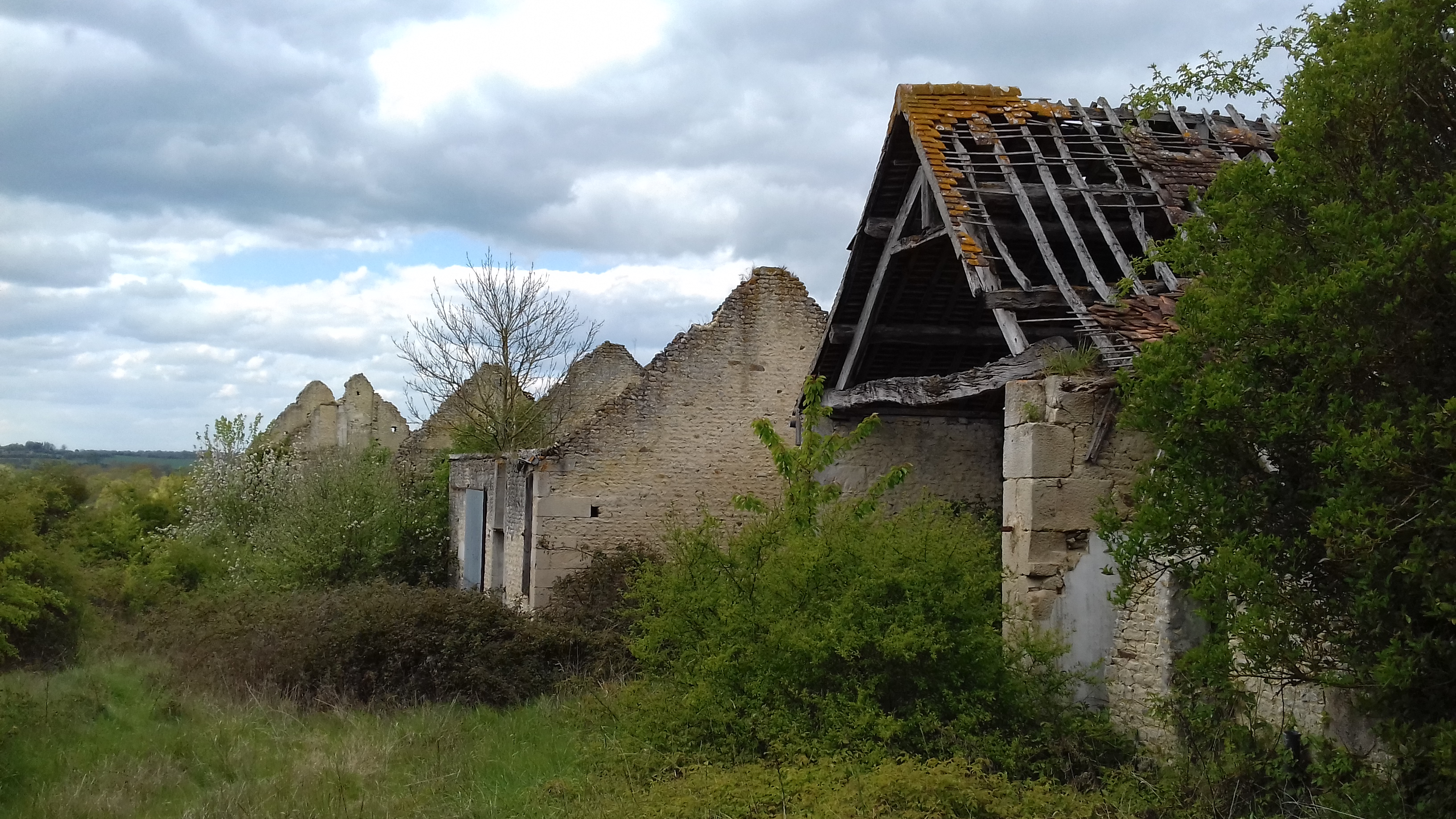
Vue nord-ouest.

## Personnalités liées à la commune
- Joël Hallais (né en 1947), professionnel du trot, installé au haras du Ribardon[29].